# Jens Debusschere
Jens Debusschere (ur. 28 sierpnia 1989 w Roeselare) – belgijski kolarz szosowy.

## Najważniejsze osiągnięcia
2013
- 1. miejsce w Kampioenschap van Vlaanderen
- 1. miejsce w Tour de l'Eurométropole
  - 1. miejsce na 1. etapie
- 1. miejsce w Nationale Sluitingsprijs

2014
- 1. miejsce w mistrzostwach Belgii
- 1. miejsce na 1. etapie Tour de Wallonie
- 3. miejsce w Paryż-Tours
- 1. miejsce w Nationale Sluitingsprijs

2015
- 1. miejsce na 2. etapie Tirreno-Adriático
- 1. miejsce w Grand Prix de Wallonie
- 1. miejsce w Omloop van het Houtland
- 1. miejsce na 1. etapie Tour de l'Eurométropole

2016
- 1. miejsce w Dwars door Vlaanderen

2017
- 3. miejsce w Clasica de Almeria
- 1. miejsce na 1. etapie Quatre Jours de Dunkerque
- 1. miejsce na 5. etapie Baloise Belgium Tour
  - 1. miejsce w klasyfikacji punktowej

2018
- 5. miejsce w Driedaagse Brugge-De Panne
- 5. miejsce w Gandawa-Wevelgem
- 4. miejsce w Scheldeprijs
- 1. miejsce na 5. etapie Tour de Wallonie
- 4. miejsce w Grote Prijs Jef Scherens

2019
- 5. miejsce w Cadel Evans Great Ocean Road Race

2021
- 5. miejsce w Heistse Pijl